# Polypedilum ornatipes
Polypedilum ornatipes är en tvåvingeart som beskrevs av Jean-Jacques Kieffer 1924. Polypedilum ornatipes ingår i släktet Polypedilum och familjen fjädermyggor. Inga underarter finns listade i Catalogue of Life.